# Cotana montium
Cotana montium är en fjärilsart som beskrevs av Rothschild 1932. Cotana montium ingår i släktet Cotana och familjen Eupterotidae. Inga underarter finns listade i Catalogue of Life.